# 菲利普·乔尔杰维奇
菲利普·乔尔杰维奇（羅馬化：Filip Đorđević，1987年9月28日—），是一名塞尔维亚足球运动员，司职前锋，现效力于意大利足球甲级联赛球队基爾禾。

## 俱乐部生涯
乔尔杰维奇出自贝尔格莱德红星青训体系，2006年夏季他被租借到塞尔维亚甲级联赛球队拉德一个赛季，表现出色，射进16球。
2008年1月，乔尔杰维奇被租借到法国足球乙级联赛球队南特半个赛季，在2007/08赛季下半赛季出场18次，取得7个进球，帮助球队升级到法国足球甲级联赛。南特在赛季结束后正式买入乔尔杰维奇，并和他签约四年。 他在2008/09赛季法甲联赛出场19次，只取得两个进球，赛季结束后和球队降级回到乙级联赛。2012/13赛季，乔尔杰维奇射进20球帮助球队再次升级到法甲联赛。2013年夏季，里昂有意以300万-500万欧元的价格买入乔尔杰维奇，但最终未能成功。  他在2013/14赛季前12场射进7球，领跑射手榜，之后进球效率有所下滑，赛季出场27次射进10球。
2014年3月19日，乔尔杰维奇宣布他将离开南特加盟意大利足球甲级联赛球队拉齐奥。 由于他和南特的合同还有不到六个月就将到期，因此可以和拉齐奥签订预备合同，并在同年7月1日自由转会拉齐奥。 2014年9月29日，他打开在意甲的进球账户，上演帽子戏法帮助拉齐奥4比0击败巴勒莫。

## 国家队生涯
2007年11月24日，乔尔杰维奇入选欧洲杯预选赛塞尔维亚对阵哈萨克斯坦的名单，但没有出场。 2012年11月14日，他首次代表国家队出场，并射进国家队首球，帮助球队在友谊赛3比1击败智利。